# Maruca vitrata
Maruca vitrata là một loài bướm đêm trong họ Crambidae.

## Hình ảnh

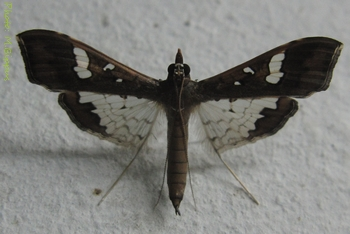
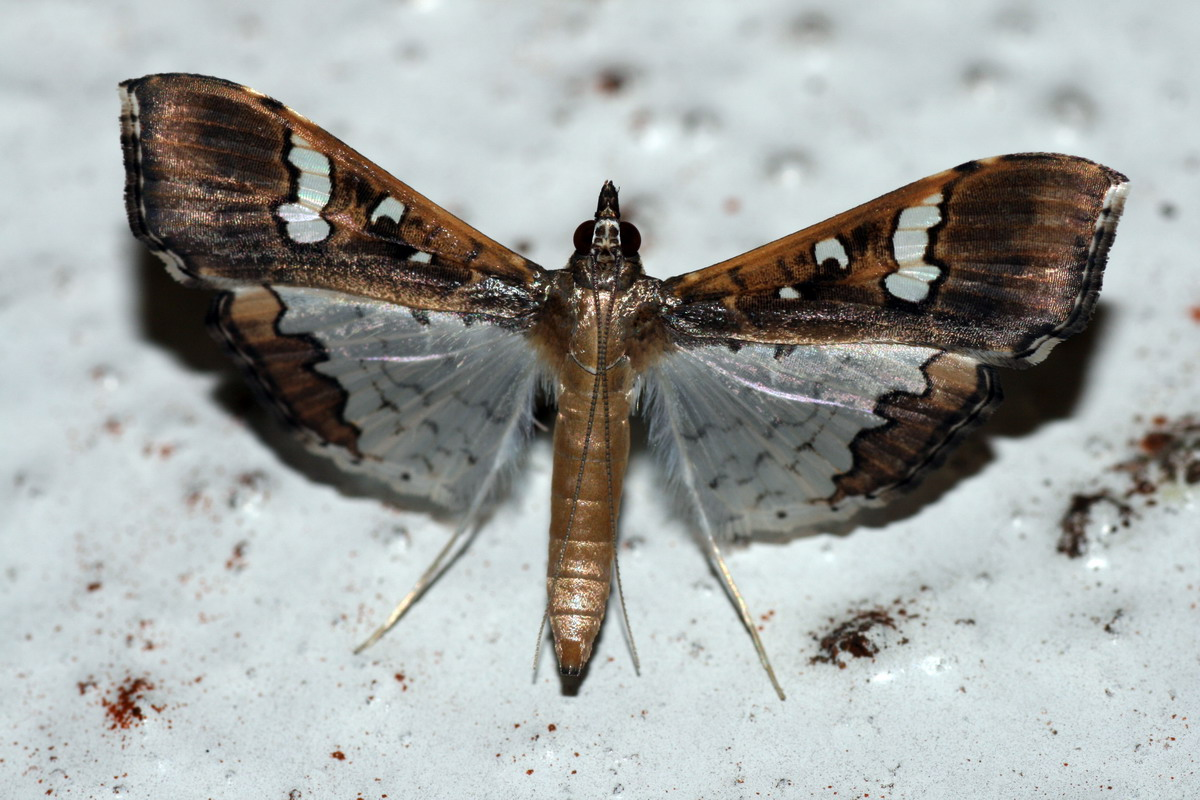
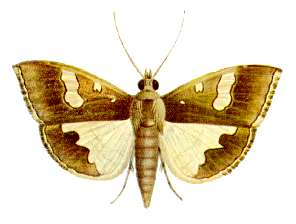